# Voiscreville

Voiscreville este o comună în departamentul Eure, Franța. În 1 ianuarie 2022 avea o populație de 117 de locuitori.